# Слияние Credit Suisse и UBS
19 марта 2023 года швейцарский инвестиционный банк UBS Group AG согласился купить Credit Suisse за 3 миллиарда швейцарских франков (3,2 млрд долларов США) в рамках сделки с акциями, заключенной при посредничестве правительства Швейцарии и Швейцарского органа по надзору за финансовыми рынками. Швейцарский национальный банк поддержал сделку, предоставив более 100 миллиардов швейцарских франков ликвидности UBS после операции поглощения Credit Suisse, в то время как швейцарское правительство предоставило UBS гарантию покрытия убытков в размере до 9 миллиардов швейцарских франков в краткосрочной перспективе. Кроме того, 16 миллиардов швейцарских франков дополнительных облигаций первого уровня были списаны.
Credit Suisse — глобально системно значимый банк, чье инвестиционно-банковское подразделение First Boston недавно было запятнано серией громких скандалов. Банковский кризис в Соединенных Штатах вызвал страх среди глобальных инвесторов и привел к панике по поводу других, возможно, проблемных банков. Цена акций Credit Suisse упала после того, как ведущий акционер исключил дальнейшие инвестиции в банк из-за проблем с регулированием. Сделка была быстро согласована и объявлена незадолго до открытия азиатских финансовых рынков в понедельник утром, чтобы предотвратить потрясения на мировых финансовых рынках. Вскоре после этого центральные банки по всему миру объявили о мерах по ликвидности в долларах США, чтобы попытаться ослабить панику на рынке и избежать более масштабного банковского кризиса.